# Мурер, Фабиана
Фабиана де Алмейда Мурер (порт.-браз. Fabiana de Almeida Murer; род. 16 марта 1981 года, Кампинас) — бразильская легкоатлетка, выступает в прыжках с шестом. Чемпионка мира 2011 года и чемпионка мира в помещении 2010 года. Многократная чемпионка Южной Америки, победительница Панамериканских игр 2007 года, участница Олимпийских игр 2008 и 2012 годов, многократная чемпионка Бразилии. Рекордсменка Южной Америки, как на открытом воздухе — 4.85 метра (2010, 2011, 2015 год), так и в помещении — 4.83 метра (2015 год).
15 февраля 2014 года стала победительницей соревнований «Звёзды шеста» с результатом 4,62 м.
Победительница Бриллиантовой лиги 2014 года.